# Cunoniaceae
Cunoniaceae — родина з 27 родів і близько 335 видів деревних рослин порядку Oxalidales, які здебільшого зустрічаються в тропічних і помірно вологих областях Південної півкулі. Найбільша різноманітність родів в Австралії і Тасманії (15 родів), Новій Гвінеї (9 родів), Новій Каледонії (7 родів). Родина також присутня в Центральній Америці, Південній Америці, Карибському басейні, Малесії, островах південної частини Тихого океану, Мадагаскарі та навколишніх островах; родина відсутня в материковій частині Азії, за винятком півострова Малайзія, і майже відсутня в материковій Африці, за винятком двох видів із Південної Африки (Cunonia capensis, Platylophus trifoliatus). Кілька родів мають дивовижні диз'юнктні ареали, знайдені на кількох континентах, напр., Cunonia (Південна Африка та Нова Каледонія), Eucryphia (Австралія та Південна Америка), Weinmannia (Америка та маскарени).
До родини належать дерева та кущі; більшість з них вічнозелені, але деякі листопадні. Листки супротивні чи в кільцях (чергові у Davidsonia), прості чи складні (перисті чи пальчасті), з цілісним або зубчастим краєм і часто з помітними прилистками (міжчерешкові або внутрішньочерешкові). Квітки мають чотири-п'ять (рідше три-до десяти) чашолистків і пелюсток. Плід зазвичай являє собою дерев'янисту коробочку або фолікул, що містить кілька дрібних насінин.
Родина має багатий літопис скам'янілостей в Австралії, а представники скам'янілостей відомі в Північній півкулі. Platydiscus peltatus був знайдений у верхньокрейдових породах у Швеції та, ймовірно, є членом Cunoniaceae. Більш ранній можливий викопний представник належить до сеноману. Тропідогін, знайдений у бірманському бурштині, має квіти, які дуже нагадують сучасний Ceratopetalum.

## Таксономія
Роди родини поділялися на триби.
триба Spiraeanthemeae
- Spiraeanthemum A. Gray

триба Schizomerieae
- Anodopetalum A. Cunn. ex Endl.
- Ceratopetalum Sm.
- Schizomeria D. Don
- Platylophus D. Don

триба Geissoieae
- Geissois Labill.
- Karrabina Rozefelds & H.C. Hopkins
- Lamanonia Vell.
- Pseudoweinmannia Engl.

триба Caldcluvieae
- Ackama A. Cunn.
- Caldcluvia D. Don
- Opocunonia Schltr.

триба Codieae
- Callicoma Andrews
- Codia J.R. Forst. & G. Forst.
- Pullea Schltr.

триба Cunonieae
- Cunonia L.
- Pancheria Brongn. & Gris
- Pterophylla D. Don
- Vesselowskya Pamp.
- Weinmannia L.

без триби
- Acrophyllum Benth.
- Aistopetalum Schltr.
- Bauera Banks ex Andrews
- Davidsonia E. Muell.
- Eucryphia Cav.
- Hooglandia McPherson & Lowry
- Gillbeea F. Muell.